# Acqua e sapone
Pour plus de détails, voir Fiche technique et Distribution.
Acqua e sapone est un film italien réalisé par Carlo Verdone, sorti en 1983.

## Fiche technique
- Titre : Acqua e sapone
- Réalisation : Carlo Verdone
- Scénario : Carlo Verdone, Franco Ferrini et Enrico Oldoini
- Photographie : Danilo Desideri
- Musique : Fabio Liberatori
- Production : Mario Cecchi Gori et Vittorio Cecchi Gori
- Pays d'origine : Italie
- Genre : comédie
- Date de sortie : 1983

## Distribution
- Carlo Verdone : Rolando Ferrazza
- Natasha Hovey : Sandy Walsh
- Glenn Saxson : Ted
- Elena Fabrizi : Sora Ines
- Fabrizio Bracconeri : Enzo
- Michele Mirabella : Guidi
- Florinda Bolkan : Wilma Walsh, la mère de Sandy